# Понте Наве (Сондрио)
Понте Наве је насеље у Италији у округу Сондрио, региону Ломбардија.
Према процени из 2011. у насељу је живело 14 становника. Насеље се налази на надморској висини од 203 м.